# Birkerød
Birkerød är en tätort med 20 541 invånare (2017) i Rudersdals kommun, Region Hovedstaden, Danmark. Den är kommunens största ort och låg före 2007 i dåvarande Birkerøds kommun. Rudersdals kommuns administrativa centrum är dock närbelägna Holte, som ingår i Köpenhamns tätort.
Birkerød har en S-tågsstation på Nordbanen mellan Köpenhamn och Hillerød.
I Birkerødsskolan finns 18 väggmålningar av Vilhelm Bjerke Petersen.